# Vladimir Fokin
Vladimir Fokin (Charkiv, 8 settembre 1945) è un regista e attore sovietico.

## Filmografia parziale

### Regista
- Syščik (1979)
- Aleksandr Malen'kij (1981)